# HD 170469
HD 170469 ist ein etwa 212 Lichtjahre entfernter gelber Unterriese im Sternbild Ophiuchus. Er besitzt eine scheinbare Helligkeit von 8,2 mag. Der Stern wird von einem Exoplaneten mit der systematischen Bezeichnung HD 170469 b mit einer Periode von 1087 Tagen begleitet, wobei die große Halbachse der Umlaufbahn ca. 2 Astronomischen Einheiten misst. Die Entdeckung des extrasolaren Planeten gelang mithilfe der Radialgeschwindigkeitsmethode und wurde 2007 von Fischer et al. publiziert.